# Os Fugates Azuis
Os Fugates, mais conhecidos por Fugates Azuis, ou "As Pessoas Azuis de Kentucky", foram uma família que viveu maioritariamente em isolamento nas montanhas de Kentucky, nos Estados Unidos da América. São conhecidos por serem portadores de uma característica rara genética que leva ao distúrbio sanguíneo denominado meta-hemoglobinemia, que causa uma aparência de pele azul nos portadores.

## Antepassados da família
Martin Fugate foi um imigrante francês que se estabeleceu numa parcela de territórios na área de Troublesome Creek, no Kentucky, no início do século XIX. Fugate, que tinha uma pele caracteristicamente azul, casou-se com Elizabeth Smith, uma mulher de cabelos ruivos e tez pálida.
Acredita-se que Elizabeth Fugate, tal como o seu marido, era portadora do gene recessivo da meta-hemoglobinemia (met-H), sem possuir conhecimento de tal. Ao contrário de Martin, Elizabeth tinha apenas um gene anormal. Por ser recessivo, a sua pele era branca, não azulada. Consequentemente, quatro dos seus sete filhos nasceram com pele azul. Devido à característica extremamente incomum que possuíam, a família foi discriminada pela comunidade local. Isso levou-os a procurar isolamento social, o que acabou por agravar o problema. A meta-hemoglobinemia é, em quase todos os casos, um produto da consanguinidade.
Descendentes com o gene continuaram a viver nas áreas próximas de Troublesome Creek e Ball Creek até ao século XX, eventualmente chamando à atenção da enfermeira Ruth Pendergrass e do hematologista Madison Cawein III, que posteriormente fez um estudo detalhado da condição da família e dos seus antepassados.
Cawein descobriu que um relatório de 1960 feito por um médico de saúde pública, EM Scott, publicado no Journal of Clinical Investigation, tinha a resposta para a condição dos Fugates. Este relatório incluía estudos genéticos de populações isoladas de inuítes do Alasca. Descobriu-se então que os Fugates eram portadores de um raro distúrbio sanguíneo hereditário que causa níveis excessivos de hemoglobina no sangue.
A meta-hemoglobinemia pode ser desencadeada pela exposição a determinados produtos químicos (benzocaína e xilocaína, por exemplo), mas, neste caso, foi herdada e o produto de um gene defeituoso que provavelmente causou uma deficiência numa enzima chamada citocromo-b5 meta-hemoglobinemia redutase. Esta mutação genética reduz a capacidade do indivíduo transportar sangue oxigenado.
Cawein tratou a família Fugates com azul de metileno, o que amenizou os sintomas e reduziu a coloração azulada da pele imediatamente. Publicou a sua pesquisa nos Archives of Internal Medicine em 1964.
Felizmente para os Fugates e os seus descendentes, não há problemas de saúde física associados à pele azulada. Na verdade, a maioria dos membros da família sobreviveu até aos oitenta e noventa anos. Benjamin Stacy, nascido em 1975, é o último descendente conhecido dos Fugates a ter nascido exibindo a cor azul característica da condição. Os seus lábios e as suas unhas ficavam ocasionalmente azuis quando ele ficava com frio ou com raiva, mas estes efeitos desapareceram na sua infância.
Especula-se que alguns norte-americanos que herdaram esta mutação também possuam ligações ancestrais com os Fugates, mas as pesquisas por conexões familiares diretas até agora revelaram-se inconclusivas.

## Na cultura popular
Em 2019, o romance The Book Woman of Troublesome Creek, de Kim Michele Richardson, descreveu uma versão fictícia da família Fugate durante a Grande Depressão.